# Gartenstadt (Krefeld)

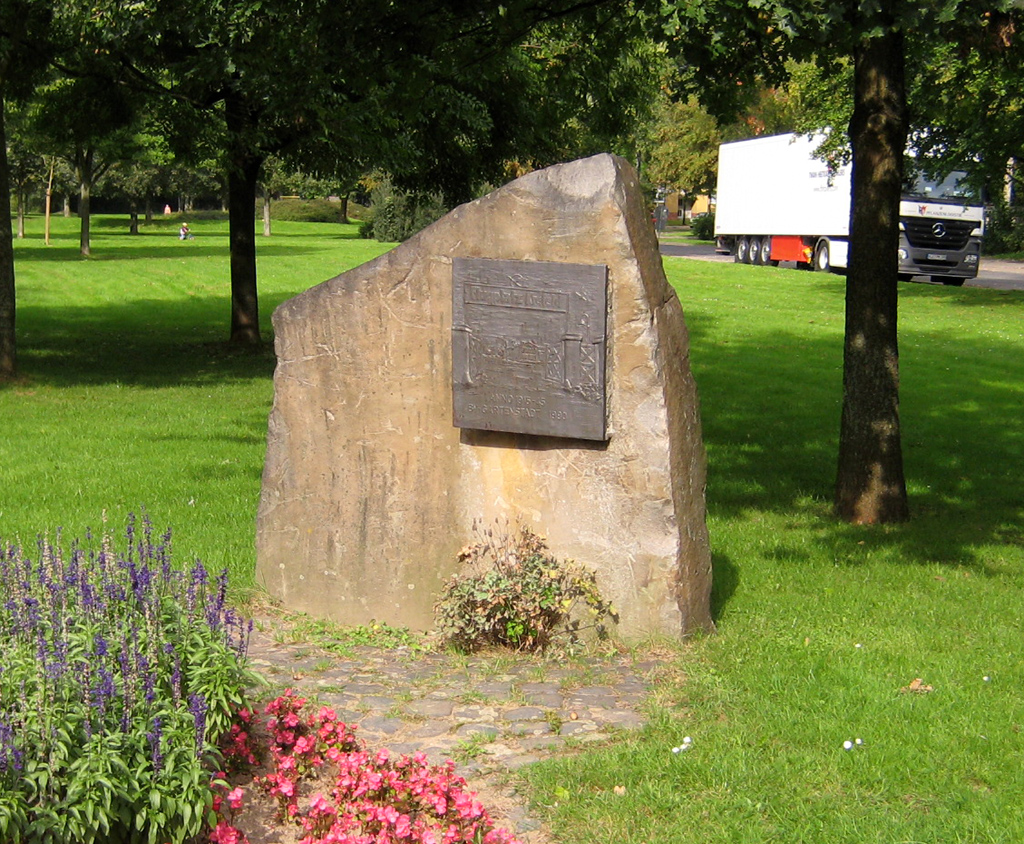
Findlingsblock mit Flugplatz-Erinnerungstafel, Krefeld-Gartenstadt.

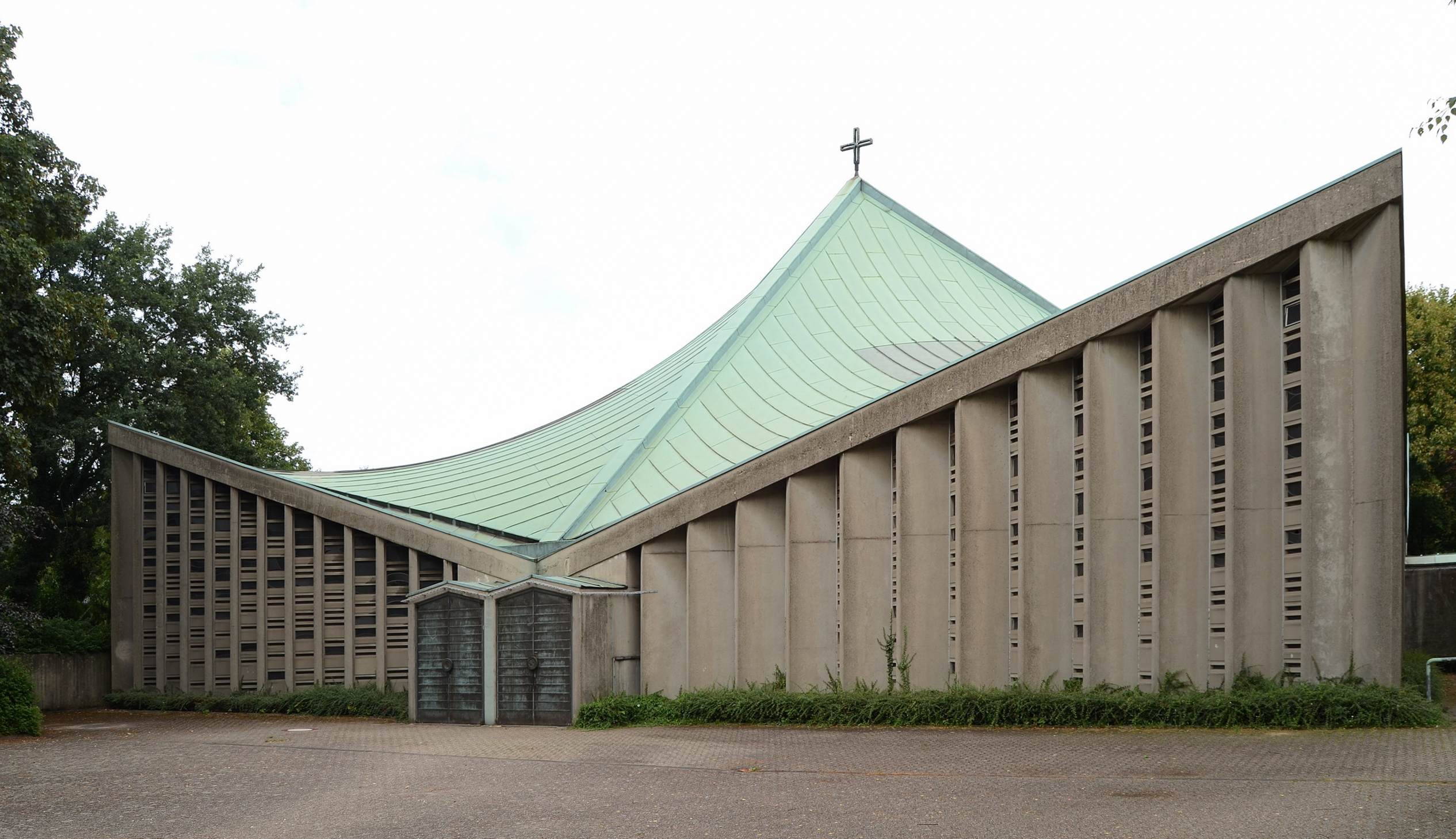
Katholische Pfarrkirche St. Pius X., erbaut 1966–1968 von Josef Lehmbrock

Gartenstadt ist einer der 19 Stadtteile Krefelds, bestehend aus den beiden statistischen Bezirken Gartenstadt und Elfrath, welche durch den Charlottering getrennt werden.
Gartenstadt liegt vom Krefelder Zentrum aus in nordöstlicher Richtung und wird westlich von der A 57 mit der Autobahnausfahrt „Gartenstadt“ begrenzt.
Der Name leitet sich aus der Gartenstadt-Bewegung ab; auch die Krefelder Gartenstadt wurde geplant als Vorstadt im Grünen angelegt.

## Siedlung Gartenstadt
Im engeren Sinn bezeichnet man mit Gartenstadt den südlich des Charlotterings gelegenen statistischen Bezirk Gartenstadt. Dieser besteht aus einer nach dem Zweiten Weltkrieg gegründeten Siedlung und wurde auf dem Gebiet der Gemarkungen Uerdingen, Traar und Verberg gebaut, ungefähr dort, wo sich von 1915 bis 1945 der alte Krefelder Flugplatz befand. Die Bebauung des früheren Flugplatzgeländes erfolgte ab 1953.
Der Flughafen-Gedenkstein wurde 1991 vom Bürgerverein Gartenstadt gestiftet. Der Findlingsblock wurde beim Ausbaggern des Elfrather Sees freigelegt. Die Plakette wurde von der Bildhauerin Marianne Kiesselbach geschaffen und zeigt das Eingangstor des ehemaligen Flugplatzes.